# بوبشینو
بوبشینو (به لاتین: Bobeshino) یک منطقهٔ مسکونی در بلغارستان است که در شهرستان کیوستندیل واقع شده‌است.